# Droga wojewódzka 363
Die Droga wojewódzka 363 (DW 363) ist eine 75 Kilometer lange Droga wojewódzka (Woiwodschaftsstraße) in der polnischen Woiwodschaft Niederschlesien, die Bolesławiec mit der Droga wojewódzka 345 in Drogomiłowice verbindet. Die Strecke liegt im Powiat Bolesławiecki, im Powiat Złotoryjski und im Powiat Jaworski.

## Streckenverlauf
Woiwodschaft Niederschlesien, Powiat Bolesławiecki
-  Bolesławiec (Bunzlau) (DK 30, DW 364)
- Łaziska (Looswitz)
- Warta Bolesławiecka (Alt Warthau)
-  Warta Bolesławiecka (Alt Warthau) (DW 372)

Woiwodschaft Niederschlesien, Powiat Złotoryjski
- Garnczary (Alt Warthau)
- Olszanica (Alzenau)
- Zagrodno (Adelsdorf)
-  Nowa Wieś Złotoryjska (Neudorf am Rennwege) (DW 328)
-  Złotoryja (Goldberg i. Schlesien) (A 4, DW 328, DW 364)
- Kopacz
- Rokitnica (Röchlitz)
- Łaźniki

Woiwodschaft Niederschlesien, Powiat Jaworski
- Sichów (Seichau)
- Chroślice (Hennersdorf)
-  Piotrowice (Peterwitz) (DW 365)
-  Jawor (Jauer) (S 3, DK 3, DW 365, DW 374)
- Grzegorzów (Grögersdorf)
- Luboradz (Lobris)
- Marcinowice (Merzdorf b. Jauer)
- Księżyce (Knischwitz)
-  Jenków (Jenkau) (DW 345)